# Wellenresonanz

Sturmwellen-Resonanzen

 Als Wellenresonanz wird im Küsteningenieurwesen die Wechselwirkung winderzeugter Schwerewellen mit partiell stehenden Wellen in einer Beckenformation erklärt, die dabei in Resonanz geraten.
Die Existenz teilweise geschlossener Becken kann unterschiedliche Ursachen haben. Insbesondere kommen Riffbildungen im Küstenvorfeld in Betracht. Die Ausprägung der Wellenresonanz ist dabei nicht nur von der Energie des erregenden Wellenspektrums, sondern auch von der Gestalt der Beckenformation abhängig.
Im Fall von Sturmwellenresonanzen kann damit die Formation von küstenparallelen Sandriffen (Sandbänken) nicht ausschließlich als vorteilhaft hinsichtlich des Schutzes der dahinter liegenden Küsten eingestuft werden – etwa auf Grund des Umsatzes der Energie brechender Wellen am Riff bzw. vom Riff seewärtig reflektierter Wellenenergie.
Vielmehr fungiert in diesem Falle die zwischen Sandriff und Strand schwingfähige Wassermasse als Resonator. Dieser ist zur Ausführung unterschiedlicher Eigenschwingungen in Form partiell stehender Wellen fähig und entnimmt Energie aus dem Spektrum der über das Riff kommenden erregenden Wellen (erzwungene Schwingung). Als Folge müssen an den Beckenrändern – markant am Strand und abgeschwächt am Riff – vergrößerte Wasserspiegelauslenkungen auftreten, die insbesondere durch Ausbildung schwerer Brandung zu einem verstärkten Küstenangriff führen können.
In Analogie zur resonanten Absorption einer Wellen- oder Teilchenstrahlung durch mikrophysikalische Systeme sind auch Wellenresonanzen mit dem Phänomen der anomalen Dispersion verbunden. Da damit die Dominanz des Anteils der partiell stehenden Wellen über denjenigen der Schwerewellen belegt ist, ist eine Berechnung auf der Grundlage von (nichtlinearen) Theorien für fortschreitende Wellen nicht möglich.